# Покровський педагогічний коледж
Покровський педагогічний коледж — вищий навчальний заклад І рівня акредитації у місті Покровську Донецької області, який  діє за рахунок державного бюджету та коштів фізичних осіб за денною і заочною формою.

## Освітня діяльність
Коледж здійснює підготовку фахівців освітньо-кваліфікаційного рівня молодшого спеціаліста на базі повної та базової загальної середньої освіти.
У коледжі готують фахівців за спеціальностями:
| № п/п | Назва спеціальності                   | Предмет діяльності |
| ----- | ------------------------------------- | --- |
| 1.    | Початкова освіта (англійська мова)    | В початкових класах, який має теоретико-лінгвістичну та методичну підготовку в обсязі, необхідному для вирішення практичних та навчально-методичних завдань у педагогічній діяльності |
| 2.    | Початкова освіта (основи інформатики) | вчитель основ інформатики в початкових класах, підготовлений до організації та керівництва процесом вивчення предмета в початковій школі                                              |
| 3.    | Технологічна освіта                   | вчитель трудового навчання ,керівник секцій спортивного напряму, керівник гуртка декоративно-прикладного мистецтва                                                                    |

## Історія
Вперше був відкритий в серпні 1930 року.
За роки свого існування навчальний заклад кілька разів змінював місце розташування: Костянтинівка, Мар'янка, Родинське. Нарешті, у вересні 1967 року педагогічний коледж переїжджає до Покровська (тодішнього Красноармійська).
У 2010 році директором педагогічного коледжу стала Олена Іванівна Олійник, кандидат педагогічних наук, колишня випускниця цього навчального закладу.
Хоронологія історичних віх закладу (таблицею):
| Історія педагогічного коледжу (хронологічна таблиця; 1930–2010) | Історія педагогічного коледжу (хронологічна таблиця; 1930–2010)                                                               |
| Дата                                                            | Події |
| --------------------------------------------------------------- | --- |
| 1930                                                            | заснований у місті Констянтинівка.                                                                                            |
| 1934-1936                                                       | у селищі Постишеве (так називався Красноармійськ у 1934-1938 роках) діяв Постишевський педагогічний технікум                  |
| 1938-1941                                                       | Постишевський педагогічний технікум реорганізовано у Покровськуську педагогічну школу.                                        |
| 1943                                                            | Після визволення Донбасу від німецько-фашистських загарбників відновлено діяльність Костянтинівського педагогічного училища.. |
| 1957                                                            | відкрито відділення підготовки вчителів праці і креслення..                                                                   |
| 1963                                                            | педагогічний коледж переведено до м.Родинське й перейменовано у Покровське педагогічне училище.                               |
| 1970                                                            | педагогічний коледж отримує прописку у м.Покровську, вулиця 40 років Жовтня, 147                                              |
| 1972                                                            | директором призначено В.Д.Воєнного.                                                                                           |
| 1976                                                            | відкрито відділення підготовки вчителів обслуговуючої праці.                                                                  |
| 1985                                                            | відкрито заочне відділення.                                                                                                   |
| 1991                                                            | директором був обраний Бердник Ю.М..                                                                                          |
| 1994                                                            | відчинила свої двері кімната-музей «Світлиця»                                                                                 |
| 1999                                                            | директором педагогічного коледжу призначений Чепурний В.С.                                                                    |
| 2002                                                            | коледж став базовим для педагогічних закладів І-ІІ рівнів акредитації Донецького регіону.                                     |
| 2003                                                            | на базі коледжу започаткована щомісячна регіональна газета «Освітяночка».                                                     |
| 2010                                                            | директором призначено Олійник О.І.                                                                                            |
| 2010                                                            | відкрито музей Історії педагогічного коледжу.                                                                                 |

## Структура
Зараз в коледжі працює 6 циклових комісій:
- Циклова комісія викладачів спеціальних і загальнотехнічних дисциплін
- Циклова комісія викладачів природничо-естетичних дисциплін та фізичного виховання
- Циклова комісія викладачів гуманітарних дисциплін
- Циклова комісія викладачів математичних дисциплін
- Циклова комісія викладачів українознавчих та соціально-економічних дисциплін
- Циклова комісія викладачів психолого-педагогічних дисциплін